# Rhenistan amonný
Rhenistan amonný je jednou z nejdůležitějších sloučenin rhenia,dá se připravit jeho tepelným rozkladem. Jeho chemický vzorec je NH4ReO4, je to amonná sůl kyseliny rhenisté. Je to nejčastější forma, ve které se s rheniem obchoduje.

## Příprava
Rhenistan amonný lze připravit ze všech běžných sloučenin rhenia. Kovové rhenium, oxidy i sufidy lze oxidovat pomocí kyseliny dusičné a vzniklý roztok se nechá reagovat s vodným roztokem amoniaku. Lze jej připravit reakcí vodného roztoku oxidu rhenistého s amoniakem a následnou krystalizací.

## Reakce
Termickým rozkladem v redukční atmosféře vodíku lze připravit velice čisté, kovové rhenium:
2 NH4ReO4 + 7 H2 → 2 Re + 8 H2O + 2 NH3
Ohřev musí být pomalý, jinak dochází ke vzniku oxidu rhenistého. Pokud rhenistan amonný zahříváme v zatavené trubici na teplotu 500 °C, vzniká oxid rheničitý:
2 NH4ReO4 → 2 ReO2 + N2 + 4 H2O